# Vepris unifoliolata
Vepris unifoliolata är en vinruteväxtart som först beskrevs av Henri Ernest Baillon, och fick sitt nu gällande namn av Labat, M.Pignal & O.Pascal. Vepris unifoliolata ingår i släktet Vepris och familjen vinruteväxter. Inga underarter finns listade i Catalogue of Life.